# Islote Edgardo
Die Islote Edgardo (spanisch) ist eine kleine Insel im Palmer-Archipel westlich der Antarktischen Halbinsel. Sie liegt 2,22 km östlich von Buff Island nahe der westlichen Einfahrt zur Bismarck-Straße und bildet gemeinsam mit der Islote Jorge die Gruppe der Walsham Rocks.
Ernesto González Navarrete, Leiter der 2. Chilenische Antarktisexpedition (1947–1948) benannte sie nach seinem Sohn Edgardo.